# Fundació Joan Miró
Fundació Joan Miró – muzeum sztuki współczesnej poświęcone Joanowi Miró, zlokalizowane na wzgórzu Montjuïc w Barcelonie.
Idea założenia fundacji narodziła się u Joana Miro w 1968; pomysł ten zrealizował wraz z przyjacielem Joanem Prats. Według zamysłu nowy obiekt miał przede wszystkim zachęcać młodych artystów do eksperymentowania ze sztuką współczesną. Budynek zaprojektował Josep Lluís Sert z uwzględnieniem przestrzeni dla publiczności i ekspozycji wystawowych. Architekt zawarł w budynku dziedzińce i tarasy tworzące naturalne przejście dla zwiedzających poszczególne części obiektu.
Budynek fundacji otwarto 10 czerwca 1975 r. Pierwszym prezesem instytucji został Joaquim Gomis Serdañons, zaś Miró został jednym z członków pierwszego zarządu. Twierdzono, że nowa fundacja reprezentuje nową wizję muzeum i nowe odniesienie barcelończyków wobec ich dziedzictwa kulturowego.
W 1986 roku rozbudowano obiekt o audytorium i bibliotekę z 10 tys. woluminów.

## Nagroda Joan Miró
Od 2007 roku fundacja przyznaje nagrodę im. Joana Miró. Przyznawana jest co dwa lata artyście współczesnemu, którego twórczość charakteryzuje się taką samą wolnością, innowacyjnością i zaangażowaniem, jakie charakteryzowały sztukę Miró. Nagroda przyznawana jest co dwa lata. Laureaci otrzymują 70 000 euro, dyplom oraz statuetkę zaprojektowaną przez Andrégo Ricarda. Wyboru nagrodzonego dokonuje międzynarodowe gremium złożone z przedstawiciela fundacji oraz co najmniej 3 innych ekspertów od sztuki współczesnej (np. krytyków czy dyrektorów muzeum). Wśród jurorów byli dotychczas m.in. Vicent Todolí (z Tate Modern), Alfred Pacquement (z Centre Georges Pompidou) czy Iwona Blazwick (z Whitechapel Gallery w Londynie).
Dotychczasowymi laureatami byli:
- 2007 – Olafur Eliasson
- 2009 – Pipilotti Rist
- 2011 – Mona Hatoum
- 2013 – Roni Horn
- 2015 – Ignasi Aballí[3]
- 2019 – Nalini Malani[5]
- 2023 – Tuan Andrew Nguyen[6]

## Kolekcja

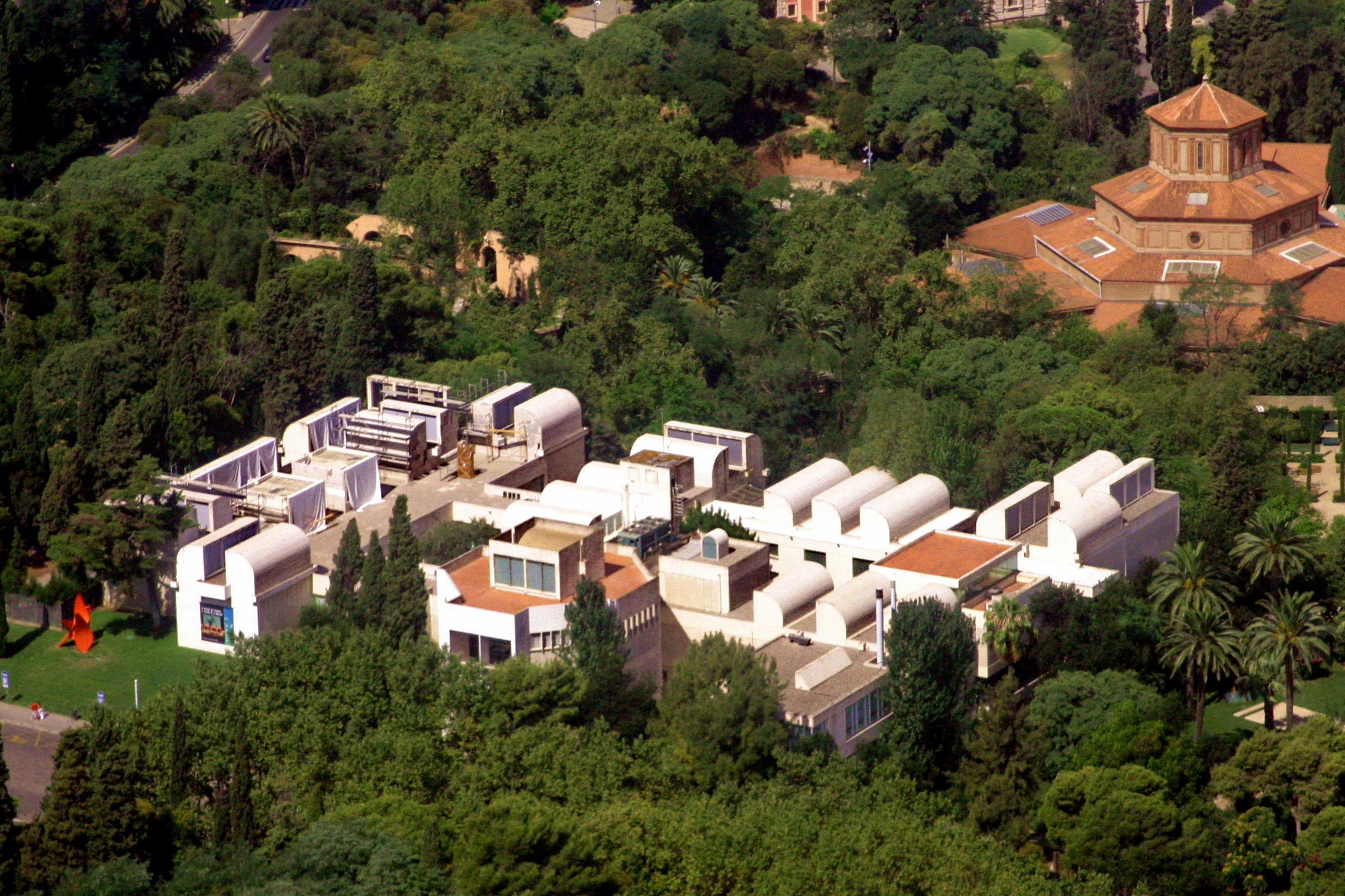
Muzeum z lotu ptaka

Kolekcja muzeum składa się obecnie z ponad 14 tys. dzieł sztuki Miro: 217 obrazów, 178 rzeźb, 9 tkanin, 4 ceramiki oraz z prawie kompletnego zbioru prac graficznych i ponad 8 tys. rysunków. Wiele z tych dzieł sztuki zostało podarowanych przez samego Miro.
Zgodnie z założeniem Miro w budynku Fundacji mieści się przestrzeń o nazwie "Espai 13", którą przeznaczono dla promowania prac młodych eksperymentalnych artystów, chociaż znajdują się tam także prace Petera Greenawaya, Eduarda Chillidy, René Magritte, Marka Rothko, Antoniego Tàpiesa i Antoniego Saury. Kolekcja zawiera także pracę 4 skrzydła Alexandra Caldera i Fontannę rtęci, w której płynna rtęć, ze względu na swoje trujące właściwości, została oddzielona od widzów specjalną szybą ochronną.
Zwiedzającym muzeum udostępniono linki do QRpedii (mobilna wersja Wikipedii bazująca na kodzie QR), dzięki którym można uzyskać informacje o poszczególnych eksponatach np. na urządzeniach mobilnych.